# 덩컨 존스
덩컨 조이 헤이우드 존스(영어: Duncan Zowie Heywood Jones, 1971년 5월 30일 ~ )는 영국의 영화 감독이다. 영국의 글램록 뮤지션 데이비드 보위와 미국의 모델 앤절라 버넷 사이에서 태어났다. 부모의 이혼 후 아버지의 손에서 길러졌으며 영국, 독일, 스위스 등지에서 자랐다. 우스터 주립대학 철학과와 런던 필름 스쿨을 졸업하였다.

## 필모그래피
| 제목                    | 제작연도 | 담당           |
| ----------------------- | -------- | -------------- |
| 휘슬 (단편영화)         | 2003     | 감독/각본/제작 |
| 더 문                   | 2009     | 감독/원안      |
| 소스 코드               | 2011     | 감독           |
| 워크래프트: 전쟁의 서막 | 2016     | 감독           |